# قطعنامه ۶۴۹ شورای امنیت
قطعنامه ۶۴۹ شورای امنیت سازمان ملل متحد که در تاریخ ۱۲ مارس ۱۹۹۰ تصویب شد، سندی بین‌المللی دربارهٔ قبرس است. این قطعنامه طی نشست ۲۹۰۹ام با ۱۵ رای موافق، ۰ مخالف و ۰ ممتنع تصویب شد.